# Никитиадис, Йоргос
Йоргос Никитиадис (греч. Γιώργος Νικητιάδης, 1953, Нью-Йорк) — греческий юрист и политик, действующий министр культуры Греции.

## Биографические сведения
Йоргос Никитиадис родился в 1953 году в Нью-Йорке (США), однако семья происходит с острова Нисирос. Изучал право в Афинском университете и продолжил обучение в магистратуре, изучая международные отношения и криминологии в Университете Нью-Йорка, где был вице-президентом Конфедерации греческих студентов. Также там он некоторое время работал в греческой газете «Утро».
В 1981 году он вернулся в Грецию и начал юридическую практику, а позже стал членом Ариос Пагос — высшего специализированного суда Греции по рассмотрению гражданских и уголовных дел. В 2001—2002 годах он был генеральным секретарем государственного управления Министерства внутренних дел. Также он является членом Национального совета ПАСОК.
В 2007 году избран депутатом Греческого парламента по партийному списку ПАСОК. Переизбран в 2009 году. С мая 2010 года служил в правительстве Йоргоса Папандреу заместителем министра культуры, сначала Ангелы Гереку, затем Павлоса Геруланоса. Когда 17 февраля 2012 Геруланос подал в отставку в связи с ограблением Археологического музея Олимпии, премьер-министр Лукас Пападимос назначил Никитиадиса новым министром.
Женат на Георгии Ятру-Никитиади, с которой имеет общую дочь. Опубликовал книгу «Τουρισμός, Δώδεκα Θέσεις, Δωδεκάνησος, Δώδεκα Όνειρα».